# 羽黒 (重巡洋艦)

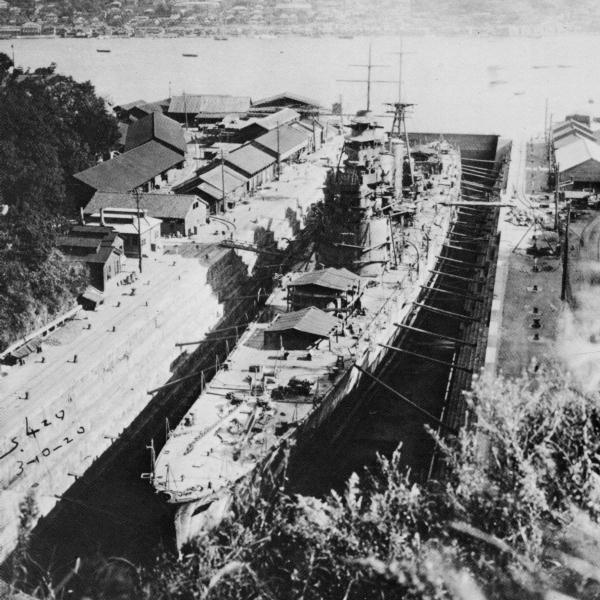
建造中の羽黒（1928年）

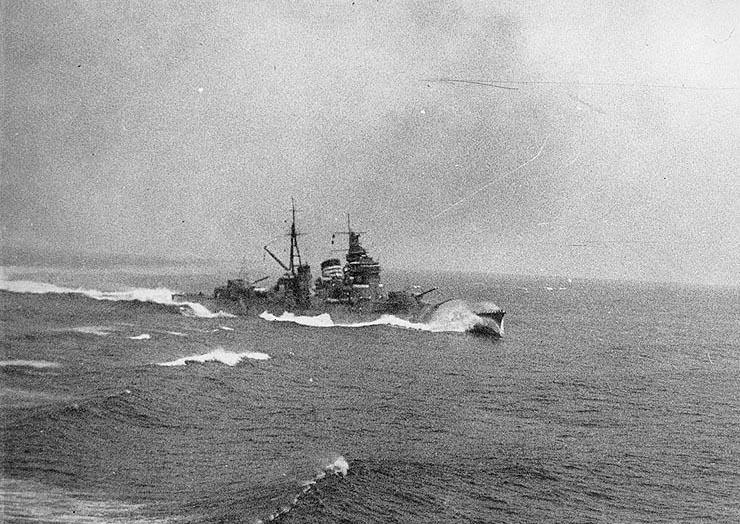
羽黒（1936年）

羽黒（はぐろ）は、日本海軍の重巡洋艦。妙高型重巡洋艦の4番艦。艦名は、山形県の出羽三山の一つである羽黒山にちなんで命名された。

## 艦歴
羽黒は三菱造船長崎造船所（現・三菱重工長崎造船所）にて建造され1929年（昭和4年）4月25日に竣工した。なお、羽黒は艦内の調度品や塗装、通風設備を同時期に長崎造船所で建造されていた客船浅間丸を参考にしたものとされ、イギリス海軍の影響が強かった艦内艤装を日本式に改めたものとなった。
就役後は第二艦隊第四戦隊に所属した。その後1931年（昭和6年）に排煙の問題から煙突を延長する工事を行い、1934年（昭和9年）5月から1935年（昭和10年）10月には第一次改装を、1938年（昭和14年）1月から同年12月にかけては第二次改装を行い高角砲や機銃、魚雷発射管といった兵装の換装や増設、艦橋構造の改正、航空設備の拡充や船体へのバルジ装着などを行った。

### 太平洋戦争
羽黒は1941年（昭和16年）12月の太平洋戦争開戦時には第三艦隊（司令長官高橋伊望中将：旗艦足柄）・第五戦隊（司令官高木武雄少将：旗艦妙高）に所属し、フィリピン攻略、南方作戦、蘭印作戦に参加した。
1942年（昭和17年）1月4日、第五戦隊・第二水雷戦隊・第四水雷戦隊はジャワ方面攻略のためフィリピンのミンダナオ島ダバオマララグ湾に集結していた。昼頃、B-17爆撃機の奇襲を受け妙高が被弾して中破、大型艦損傷第一号となった。妙高は内地へ回航され、五戦隊旗艦は那智にうつった（2月20日修理完了）。那智、羽黒はジャワ攻略作戦に参加、東部ジャワ攻略船団の輸送船38隻と共にジャワ島へ向かった。
2月27日、重巡洋艦2隻（那智、羽黒）、軽巡洋艦2隻（神通、那珂）、駆逐艦14隻（潮、漣、山風、江風、雪風、時津風、初風、天津風、村雨、五月雨、春雨、夕立、朝雲、峯雲）でABDA艦隊（重巡洋艦2、軽巡洋艦3、駆逐艦9）と交戦する（スラバヤ沖海戦）。第一次昼戦で羽黒はイギリス重巡洋艦エクセターに直撃弾を与え、速力低下に追い込んだ。だが、雷撃戦は完全に失敗した。那智はヒューマンエラーのため酸素魚雷を発射できなかった。羽黒は酸素魚雷8本を発射するも敵艦隊の針路変更により命中せず、羽黒水偵（飛行長）は「魚雷があさっての方向に走っていったぞ」と水雷長を冷やかしたという。ただし、蘭駆逐艦コルテノールは第二水雷戦隊（神通）ではなく羽黒の魚雷で撃沈されたとの見解もある。昼戦の際、「羽黒」では弾庫員に熱射病による死者2名が出たという。
同日の夜戦では、弾着観測機を収容中にABDA艦隊と遭遇、煙幕を展開してかろうじて避退に成功した。続く雷撃戦では那智は8本・羽黒は4本を発射、蘭軽巡デ・ロイテル、ジャワを撃沈した。3月1日の昼間戦闘では、残弾が少ないため足柄、妙高、雷、曙および龍驤艦載機の応援を得てエクセター、英駆逐艦エンカウンター、米駆逐艦ポープを共同で撃沈した。
蘭印攻略成功後の日本海軍は、ニューギニア島の要所ポートモレスビー攻略を目指す『MO作戦』を実施、同港の海路攻略を企図した。これを迎撃すべくアメリカ軍機動部隊が出動し、珊瑚海海戦となった。5月8日、MO機動部隊は、重巡妙高《MO機動部隊旗艦》、羽黒、第五航空戦隊（司令官原忠一少将：瑞鶴、翔鶴）、第六戦隊第2小隊（5月8日合流：衣笠、古鷹）、駆逐艦潮、曙、時雨、白露、夕暮という戦力で、空母レキシントン、ヨークタウンを基幹とするアメリカ軍第17任務部隊と交戦した。アメリカ軍機は羽黒を無視し翔鶴に殺到して大破させ、羽黒の水雷長は「あのときは空母『翔鶴』が爆撃されるのを見学にいったようなもの」と回想している。6月上旬のミッドウェー海戦では、南雲機動部隊主力空母4隻（赤城、加賀、蒼龍、飛龍）喪失後、日本艦隊が退却する際の殿軍に指定される。妙高、羽黒は第9駆逐隊（朝雲、夏雲、峯雲）と共に一週間ほどミッドウェー海域に残り、牽制行動を実施した。8月7日よりガダルカナル島の戦いがはじまると、第五戦隊もトラック泊地へ進出。第二次ソロモン海戦など数々の海戦に参加した。
1943年11月1日、連合軍はブーゲンビル島タロキナに上陸した。10月31日、タロキナへ向かう船団が発見され重巡洋艦「妙高」、「羽黒」、軽巡洋艦「川内」、駆逐艦「文月」、「水無月」、「時雨」、「五月雨」、「白露」がラバウルから出撃したが、このときは会敵できず11月1日にラバウルに戻った。同日タロキナへの逆上陸実施が決定され、上陸部隊を乗せた駆逐艦（輸送隊）に続いて重巡洋艦「妙高」、「羽黒」、軽巡洋艦「川内」、「阿賀野」、駆逐艦「時雨」、「五月雨」、「白露」、「長波」、「初風」、「若月」がラバウルを出撃。艦隊は途中爆撃を受けた。「羽黒」もアメリカ陸軍航空軍のB-24爆撃機による爆撃（500ポンド爆弾6発投下）を受け、右舷側に至近弾を受けた。「羽黒」乗組員であった井上司朗によれば「右80度、200メートルの至近弾」と伝えられたという。また計画より遅れが生じ、上陸は延期されて輸送隊は引き返した。他は11月2日未明にアメリカ艦隊と交戦、日本側は「川内」や「初風」を失い「羽黒」も損傷した（ブーゲンビル島沖海戦）。同日、ラバウルに帰投。
「羽黒」の損害は戦闘詳報によれば以下の通り。
- 命中弾6発（うち4発は不発）で二番砲塔右旋回不能、二番高角砲および左舷射出機使用不能、水中破口2箇所など
- 至近弾となった爆弾により四、六缶室下部重油タンク浸水、右舷外軸低圧タービン脚部亀裂で最大速力28ノット

井上司朗は次のようなことを記している。
- 被弾箇所は二番砲塔、二番高角砲（左舷）、左舷水雷甲板、左舷飛行甲板、カタパルト、後甲板の病室と塗具庫の6箇所らしい
- 6発とも不発であったらしい
- 二番高角砲では弾が高角砲弾に当たり、その爆発で死者が2、3名でたらしい

砲術長であった浅井秋生の「羽黒の奮戦・ソロモンからレイテまで」には次のような記述がある。
- 二番高角砲に被弾し、そこでは即死一名、重傷者二名がでた
- 佐世保で入渠すると20cm砲弾[27]が10発命中していたが、すべて不発弾であった

10発程度の命中弾があったが、ほとんどは不発であり、死者1名負傷者5名、としているものもある。
トラック島空襲直前の1944年（昭和19年）2月10日に第五戦隊の羽黒、妙高、第四戦隊と第十七駆逐隊はトラックを離れ、2月13日にパラオに到着。羽黒は3月9日にバリックパパンに向けて出港し、3月12日に到着。次いでタラカンに向かい、それから3月22日にパラオに戻った。パラオ大空襲直前の3月29日にパラオを脱出し、ダバオを経由して4月9日にリンガ泊地に着いた。5月11未明、リンガ泊地の日本艦隊は出港しタウィタウィへ向かった。第五戦隊は一日遅れで出港し、15日にタウィタウィに着いた。
5月27日、アメリカ軍がビアクに来攻。それを受けて29日に渾作戦が発令され、羽黒は警戒隊として作戦に参加した。5月30日にタウィタウィを出発し、31日にダバオに入港。6月2日にダバオを出撃し、陸軍部隊を乗せた輸送隊を護衛してビアクへ向かったが、3日に敵機に接触されたため作戦は一時中止となり、警戒隊はダバオに戻った。9日、ハルマヘラ島バチャン泊地に進出。12日には渾作戦に投入されることになった戦艦大和、武蔵などもバチャン泊地に到着したが、アメリカ軍のサイパンへの襲来により作戦中止となり、渾作戦部隊は13日にバチャン泊地を出港して16日に小沢機動部隊と合流し、マリアナ沖海戦に参加した。6月19日、米潜水艦アルバコアの雷撃により小沢機動部隊旗艦大鳳が大爆発を起こすと、司令長官小沢治三郎中将は駆逐艦若月を経由して羽黒へ移乗、将旗を掲げた。その後、小沢中将は瑞鶴へ移動した。
マリアナ沖海戦後は機動部隊と共に日本本土に帰還、その後妙高と共にシンガポール方面に移動、リンガ泊地での訓練を経て1944年（昭和19年）10月にはレイテ沖海戦に参加、10月25日のサマール沖海戦ではアメリカ護衛空母の艦載機によって2番砲塔に爆弾を受け損傷した。その後は南西方面艦隊の指揮下に入り、レイテ沖海戦後シンガポールに係留されていた妙高や高雄と共にシンガポールに待機していたが、羽黒の損傷は妙高、高雄と比較して軽度であったので、南西方面艦隊に編入されていた足柄などと同様に輸送作戦に従事することとなった。
1945年5月、敵は侵攻に際しアンダマン・ニコバル諸島は無視するであろうとの判断から第7方面軍は同地から歩兵約2個大隊をマレー半島へ移すことを決定。その輸送にあたるのが「羽黒」と駆逐艦「神風」であった。2隻はシンガポールで物資を積み、5月14日に一尋礁より出撃した。この時「羽黒」の魚雷発射管は撤去されており、弾薬も約半数が陸揚げされていた。5月16日、イギリス海軍機の攻撃を受け損傷、翌17日マラッカ海峡にてイギリス駆逐艦ソマーズ、ヴィーナス、ヴィラーゴ、ヴェルラム、ヴィジラアントと交戦した（ペナン沖海戦）。イギリス駆逐艦に主砲の命中弾を与えて先制するが、イギリス駆逐艦の雷撃を受けた。羽黒は損傷のために速度を制限せざるを得ない状況であり、戦場からの離脱を断念、随伴する神風を離脱させた。最終的に3本の魚雷が命中し、02:32に羽黒は船首部分から沈没した。羽黒に同乗していた橋本信太郎中将、艦長杉浦嘉十少将、機関長堺谷友太郎大佐以下400名あまりが戦死し、320名が引き返してきた神風に救助された。

## 船体の発見と無断サルベージ
沈没後、60年近くを経て、2003年（平成15年）に「羽黒」の船体はダイバーによって海面下66mで発見された。船体は海底に甲板側を上にして着底しているが船体上部の損傷は大きく、艦橋やマスト、煙突に破壊の跡が確認できた。2005年（平成17年）9月23日にはペナン島沖で日英合同慰霊祭が開催された。
2014年5月22日、マレーシアの英字紙、THE STAR ONLINEは地元のサルベージ業者(実際は中国の違法サルベージ業者)が2014年に重巡洋艦「羽黒」、軽巡洋艦「球磨」、特設砲艦「長沙丸」を無断でサルベージし、スクラップとして売却していることを報道した。サルベージは無許可でゲリラ的に行われており、クレーン船を使って脆くなった船体の一部を千切って引き上げる手法で行われている。

## 歴代艦長
※『艦長たちの軍艦史』100-102頁、『日本海軍史』第9巻・第10巻の「将官履歴」に基づく。

### 艤装員長
1. 原敬太郎 大佐：1928年10月1日 -

### 艦長

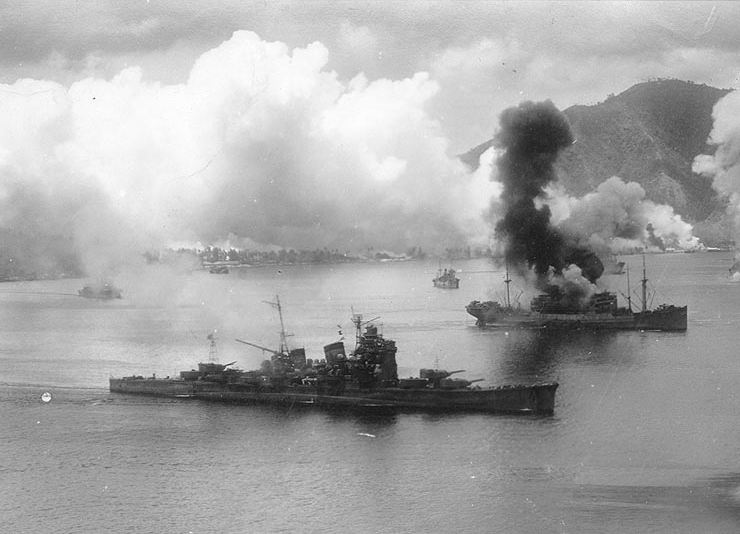
ラバウル空襲下の羽黒（1943年）

1. 原敬太郎 大佐：1929年4月25日 - 1929年11月30日
2. 宇野積蔵 大佐：1929年11月30日 - 1930年12月1日
3. 小林宗之助 大佐：1930年12月1日 - 1931年10月10日
4. 野村直邦 大佐：1931年10月10日 - 1933年2月14日
5. 森本丞 大佐：1933年2月14日 - 1933年11月15日
6. 山口実 大佐：1933年11月15日 - 1934年11月15日
7. 中山道源 大佐：1934年11月15日 - 1935年11月15日
8. 鮫島具重 大佐：1935年11月15日 - 1936年12月1日
9. 青柳宗重 大佐：1936年12月1日 - 1937年12月1日
10. 山本正夫 大佐：1937年12月1日 - 1938年4月20日[42]
11. 友成佐市郎 大佐：1938年4月20日 - 1939年12月27日
12. 緒方真記 大佐：1939年12月27日 - 1940年10月15日
13. 浜田浄 大佐：1940年10月15日 - 1941年7月25日
14. 森友一 大佐：1941年7月25日 - 1942年10月20日
15. 魚住治策 大佐：1942年10月20日 - 1943年12月1日
16. 杉浦嘉十 大佐(1945年5月1日少将)：1943年12月1日 - 1945年5月16日戦死

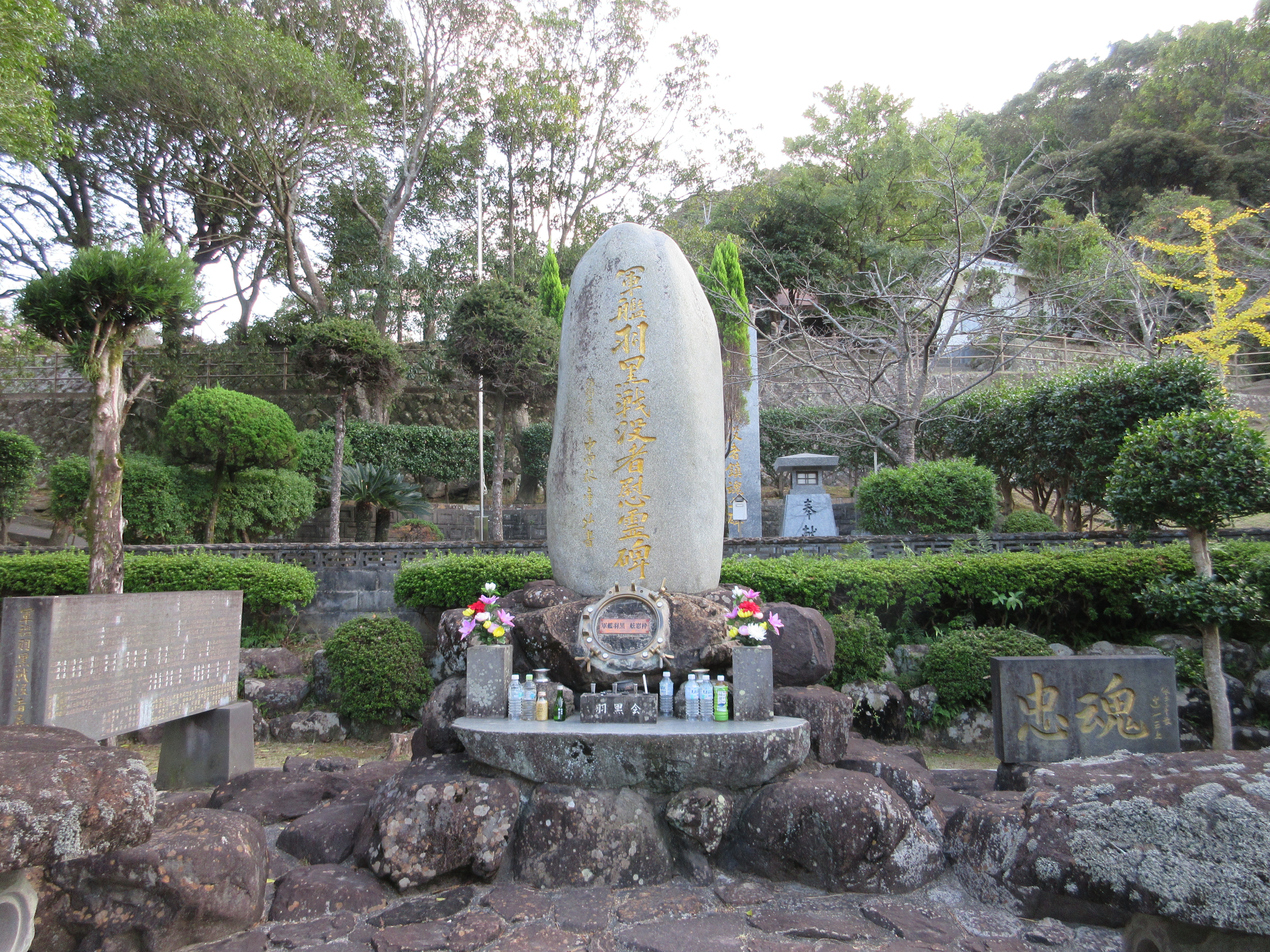
軍艦羽黒戦没者慰霊碑（佐世保市）

### 機関長
1. 堺谷友太郎 大佐　1945年5月16日戦死

## 同型艦
- 妙高 - 那智 - 足柄